# Энгельс, Фридрих
Фри́дрих Э́нгельс (нем. Friedrich Engels; 28 ноября 1820[…], Бармен, провинция Юлих-Клеве-Берг, Пруссия — 5 августа 1895[…], Лондон) — немецкий политический деятель, учёный, философ, историк и предприниматель. Один из основоположников марксизма. Друг и единомышленник Карла Маркса, а также соавтор многих его трудов.
В 1848 году совместно с Карлом Марксом он написал «Манифест Коммунистической партии». Помимо этой работы, он сам и в соавторстве (в основном с Карлом Марксом) написал ряд других трудов, а позже финансово поддерживал Маркса, пока тот вёл исследования и писал «Капитал». После смерти Маркса Энгельс редактировал второй и третий тома. Кроме того, Энгельс организовал заметки Маркса по теориям прибавочной стоимости, которые в 1905 году издал Карл Каутский, как «четвёртый том» «Капитала».

## Биография
Фридрих Энгельс родился в вестфальском городе Бармене (ныне — район Вупперталя) 28 ноября 1820 года в семье преуспевающего текстильного фабриканта. Его отец, Фридрих Энгельс-старший (1796—1860), исповедовал протестантское течение пиетизм.
Мать — Элизабет Франциска Мауриция Энгельс, урождённая ван Хаар (1797—1873). Дед по матери — Герхард Бернхард ван Хаар (нем. Gerhard Bernhard van Haar), филолог, бывший ректор гимназии в Хамме. У Фридриха было восемь братьев и сестёр.

### Ранние годы

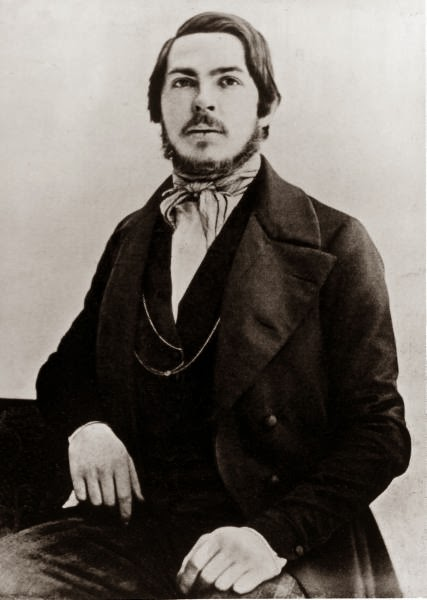
Фридрих Энгельс между 1840 и 1859 годами

С 13 лет посещал городскую школу и затем гимназию в соседнем Эльберфельде (с 1834). В 17 лет по настоянию отца оставил гимназию, чтобы работать продавцом в семейной торговой фирме в Бремене. Продолжил обучение на торгового работника с августа 1838 года по апрель 1841 года в Бремене. Там он наряду с обучением подрабатывал бременским корреспондентом Stuttgarter Morgenblatt (с нем. — «Штутгартская утренняя газета») и Augsburger Allgemeine Zeitung (с нем. — «Аугсбургская общая газета»). Молодой Энгельс написал свою первую статью в марте 1839 года, в возрасте 18 лет.
Начиная с сентября 1841 года проходил годичную военную службу в Берлине, также посещал лекции по философии в университете и сблизился с кружком младогегельянцев.

### 1842—1844
В ноябре 1842 года Энгельс проездом посетил Кёльн, где впервые встретился с Карлом Марксом в редакции «Рейнской газеты». Маркс его принял довольно прохладно, ибо считал его одним из младогегельянцев, с которыми у Маркса возникли разногласия. Далее Энгельс направился в Манчестер, чтобы закончить своё коммерческое образование на местной хлопкопрядильной фабрике Ermen & Engels, которой владел его отец вместе со своим партнёром по бизнесу — Эрменом. Пребывание Энгельса в Англии длилось почти два года. Там Энгельс познакомился с ирландскими работницами Мэри и Лидией Бёрнс, с которыми он до конца жизни был связан тёплыми отношениями: Мэри стала его первой женой, а Лидия — второй. За день до смерти Лидии Энгельс переступил свои принципы и заключил с ней официальный брак.
В гораздо более развитой в промышленном отношении Англии он познакомился с повседневным бытом рабочего класса, что оказало влияние на всю его последующую жизнь. Как отмечал Эрнест Белфорт Бакс, «благодаря своему пребыванию в Манчестере Энгельс с юных лет приобрёл основательное знакомство с английской жизнью, нравами и мировоззрением». Энгельс впервые в 1843 году в Лондоне вступил в контакт с первой немецкой революционной рабочей организацией — «Союзом справедливых», а также с английскими чартистами в Лидсе и начал писать статьи для газеты Owenisten, которые появлялись также в газете чартистов — The Northern Star («Северная звезда»). В то же время он ведёт переписку с редакцией «Рейнской газеты».
В ноябре 1843 года Энгельс пишет статьи в «The New Moral World» о коммунизме в Европе, в феврале 1844 года появляются письма «Положение Англии» и «Наброски к критике национальной экономики» в «Немецко-французских ежегодниках».
В Англии Энгельс познакомился также с торговым менеджером и поэтом Георгом Вертом, который позднее будет руководить рубрикой фельетонов «Новой Рейнской газеты» в течение революционных лет (1848—1849).

### 1844—1847

Памятник Марксу и Энгельсу в Берлине

Первым результатом изучения Энгельсом политической экономии была статья «Наброски к критике политической экономии» (1844). В ней Энгельс попытался показать противоречивый характер капиталистического общества и обвинил буржуазную экономическую науку в апологетике существующего положения дел. Статья Энгельса в некотором смысле дала толчок Марксу засесть за учебники по экономике.
В 1844 году Энгельс начал писать первые статьи для Немецко-французского ежегодника. Немецко-французский ежегодник издавался Карлом Марксом и Арнольдом Руге в Париже, вследствие чего началась обширная переписка. По дороге обратно в Германию в конце августа 1844 года Энгельс заехал в Париж и во второй раз встретился с Марксом. На этот раз встреча была гораздо теплей. Они пробыли вместе десять дней и поняли, что их взгляды полностью совпадают. Они решили с этих пор тесно сотрудничать.
По возвращении в Германию в 1845 году Энгельс пишет большую работу «Положение рабочего класса в Англии». К этому времени у Энгельса возникли проблемы личного характера во взаимоотношениях с отцом. Сюда же присовокупились проблемы с полицией (за Энгельсом было установлено наблюдение). У Маркса в это время тоже возникли проблемы с французским законом. Всё это склонило двух друзей переселиться в свободнейшую страну Европы тех времён — в Бельгию, в Брюссель.
В июле 1845 года Энгельс приглашает Карла Маркса в Англию. В Англии они встретились со многими чартистами и деятелями «Союза справедливых». В январе 1846 года оба возвратились в Брюссель, где они основывали «Коммунистический корреспондентский комитет» — виртуальный орган для почтовой связи социалистов из всех стран Европы. Также вплоть до лета 1846 года они занимались разработкой своих диалектическо-материалистических взглядов, которые нашли выражение в их совместной работе «Немецкая идеология», в которой они противопоставили свои мировоззрения материализму Фейербаха и идеализму младогегельянцев.
С августа 1846 года Энгельс начинает также писать статьи для французской газеты «La Réforme», а начиная с середины 1847 года также для коммунистической «Немецко-брюссельской газеты».
В начале 1847 года «Союз справедливых» предложил Марксу и Энгельсу вступить в свои ряды. Они приняли приглашение и способствовали в дальнейшем переименованию организации в «Союз коммунистов». Также по поручению первого конгресса «Союза справедливых» Энгельсом был разработан текст «Проект Коммунистического символа веры», который позднее стал основой для «Манифеста Коммунистической партии» (февраль 1848 года).
28 ноября — в день рождения Энгельса, которому исполнилось двадцать семь лет, — оба друга прибыли в Лондон. Уже на следующий день они приняли участие в митинге, который был созван обществом «Братские демократы» — организацией, подобной Брюссельской демократической ассоциации. Митинг был посвящён годовщине польского восстания 1830 года и проходил в зале лондонского Просветительного общества немецких рабочих. Ещё в Лондоне Маркс и Энгельс приступили к разработке партийной программы. В Брюсселе с середины до конца декабря 1847 года они сообща продолжили работу над ней. Большую помощь при этом им оказала рукопись Энгельса «Принципы коммунизма», которая уже находилась в чемодане Энгельса, когда он 27 ноября 1847 года встретился в Остенде с Карлом Марксом, чтобы вместе с ним ехать в Англию. Однако в конце года Энгельсу пришлось возвратиться в Париж для выступлений с политическими докладами. Маркс один продолжал работать над текстом программы. Женни опять помогала ему в качестве секретаря.

### Мартовская революция (1848—1849)
Во время революции 1848—1849 годов Энгельс вместе с Марксом пишет материалы для заново основанной «Новой Рейнской газеты». В работе «Требования Коммунистической партии в Германии» (март 1848 года) они выступают против идеи экспорта революции в Германию.
В апреле 1848 года Энгельс в составе группы рабочих активистов переезжает в Германию в Кёльн. В июне в Кёльне Энгельс пишет несколько статей об июньском парижском восстании рабочих, которое он назвал первой гражданской войной между пролетариатом и буржуазией. В сентябре Энгельс был вынужден вновь покинуть Германию. На этот раз он поселился в швейцарском городе Лозанна, откуда он продолжал активную переписку с редакцией «Новой Рейнской газеты». Поселившись в Лозанне (Швейцария), он участвует в рабочем движении и продолжает сотрудничать с «Новой Рейнской газетой». В январе 1849 года Энгельс опять возвращается в Кёльн, пишет серию статей по вопросам национально-освободительной борьбы венгерского и итальянского народов. В статье «Борьба в Венгрии» он предложил критерий определения революционности наций:

Среди всех больших и малых наций Австрии только три были носительницами прогресса, активно воздействовали на историю и ещё теперь сохранили жизнеспособность; это — немцы, поляки и мадьяры. Поэтому они теперь революционны. Всем остальным большим и малым народностям и народам предстоит в ближайшем будущем погибнуть в буре мировой революции. Поэтому они теперь контрреволюционны. 
В мае 1849 года в западных и юго-западных землях Германии началась серьёзная гражданская война. В июне Энгельс вступает в Народную Армию Бадена и Пфальца и участвует в Эльберфельдском восстании и сражениях против Пруссии. В это же время он знакомится с Иоганном Филиппом Беккером — лидером баденского народного сопротивления, с которым позднее его свяжет тесная дружба. Свою критику половинчатости действий Баденского Революционного Правительства Энгельс позднее положит в основы работы «Германская кампания за имперскую конституцию». После поражения революционной армии Энгельс ищет убежище в Швейцарии, а позднее переезжает в Англию.

### Британский период до смерти Карла Маркса (1849—1883)
В ноябре 1849 года Энгельс прибывает в Лондон, продолжает деятельность в рамках «Союза коммунистов». В частности в этот период он пишет статью по итогам революционных событий «Крестьянская война в Германии» (1850). Как член Центрального Комитета союза подготавливает статью «Обращение Центрального комитета к Союзу коммунистов» (1850). К этому же периоду относится борьба Энгельса с членами ЦК «Союза коммунистов» Карлом Шаппером и Августом Виллихом, которые призывали к немедленному проведению революции в Германии. По мнению Энгельса такие призывы были авантюристскими и могли стать причиной раскола Союза. Раскол все же произошёл в сентябре 1850 года. В том же году Энгельс снова прибывает в Манчестер, где работает в торговой фирме «Эрмен & Энгельс», позднее он получил в наследство долю своего отца, которую он, в конце концов, в 1870 году продал Эрмену. Доход позволял Энгельсу оказывать систематическую помощь Марксу, который имел семью и детей, но не имел никаких источников дохода, кроме денег, которые ему посылал Энгельс. С 1851 по 1862 год Энгельс регулярно пишет статьи для американской газеты «New York Daily Tribune», в том числе серию статей «Революция и контрреволюция в Германии». В этих статьях развиваются вопросы марксистской тактики руководства революцией и вооружённой борьбой. Они были опубликованы в 1851—1852 годах за подписью Маркса — официального корреспондента газеты. Энгельс пишет также статьи о Крымской войне, о национально-освободительных войнах в Индии и Китае, об австро-итало-французской войне, о Гражданской войне в США, о франко-прусской войне.
Опыт в военной службе помог Энгельсу стать экспертом по армии в дружеской паре и принёс ему кличку «Генерал». Энгельс написал статьи «Армия» и «Флот» для «Новой Американской Энциклопедии», многочисленные статьи в газетах по военным вопросам. Во время итальянской войны, в 1859 году выпустил анонимную брошюру «По и Рейн», в которой, с одной стороны, критиковал австрийскую теорию, утверждавшую, что Рейн следует защищать на По, а с другой, — прусских либералов, ликующих по поводу поражения Австрии и не видевших, что Наполеон III является общим врагом. По окончании войны Энгельс пишет статью «Савойя, Ницца и Рейн». В 1865 году выпустил брошюру: «Прусский военный вопрос и немецкая рабочая партия». Некоторые из этих статей многие принимали за произведения некого прусского генерала. Прусское правительство безуспешно добивалось от правительства Великобритании выдачи Маркса и Энгельса.
20 марта 1860 года умирает отец Энгельса, а в январе 1863 года — близкая подруга Энгельса Мэри Бёрнс. С момента создания 1-го Интернационала (28 сентября 1864 года) Энгельс становится одним из его руководителей. Он активно сотрудничал с Вильгельмом Либкнехтом и Августом Бебелем в борьбе против лассальянства и создании в 1869 году в Германии Социал-демократической рабочей партии. В октябре 1870 года Энгельс переселяется в Лондон. С 1871 года он член Генерального совета Интернационала, секретарь-корреспондент сначала для Бельгии и Испании, затем для Италии и Испании. На Лондонской конференции Интернационала (сентябрь 1871 года) Энгельс призывал к созданию в каждой стране революционной рабочей партии и выдвинул тезис необходимости установления диктатуры пролетариата.
В 1873 году Энгельс приступил к созданию труда, посвящённого философии естествознания, — «Диалектика природы», в котором хотел дать диалектико-материалистическое обобщение достижений естественных наук. Над рукописью работал в течение десяти лет (1873—1883), однако так её и не закончил. К этому же периоду принадлежат произведения «К жилищному вопросу» (1872—1873), «Об авторитете» (1873), «Бакунисты за работой» (1873), «Эмигрантская литература» (1874—1875) и др.
В октябре 1873 года умирает его мать, вследствие чего он совершает поездку в Бармен. В марте 1875 года Энгельс сотрудничает с Марксом в написании работы «Критика Готской программы», посвящённой критике лассальянских предложений в качестве программы Германской рабочей партии. В течение 1877 и 1878 годов Энгельс публикует ряд статей против Дюринга, вышедших затем отдельным изданием под заглавием: «Переворот в науке, произведённый г. Евг. Дюрингом». Эта работа, известная под именем «Анти-Дюринг» — самое цельное и законченное из произведений Энгельса. В сентябре 1878 года умирает его вторая жена Лидия Бёрнс. Резко ухудшилось здоровье Маркса; 14 марта 1883 года он скончался. «Самый могучий ум нашей партии перестал мыслить, самое сильное сердце, которое я когда-либо знал, перестало биться», — писал в эти дни Энгельс.

### После смерти Маркса
После смерти Маркса Энгельс на протяжении всей оставшейся жизни содержал его семью. Кроме того, он занимался доработкой и подготовкой к публикации второго и третьего томов «Капитала» (1885 и 1894 год, соответственно). По словам Ленина «…эти два тома „Капитала“ труд двоих: Маркса и Энгельса». Марк Блауг расценивает главы 4 и 5 третьего тома «Капитала» (глава 4 написана Энгельсом) как первое в экономической литературе открытое обсуждение капиталосберегающих инноваций.
Наряду с работой над «Капиталом» Энгельс пишет и издаёт собственные работы. В 1884 году он завершил одну из ключевых для понимания марксизма работ «Происхождение семьи, частной собственности и государства», в которой развиваются идеи исторического материализма. В 1886 году выходит в свет ещё одна ключевая работа Энгельса — «Людвиг Фейербах и конец классической немецкой философии».
В 1894 году Энгельс пишет работу «Крестьянский вопрос во Франции и Германии», в которой затрагиваются вопросы социалистической альтернативы массовой пауперизации крестьянства.

### Контакты с российским революционным движением
С интересом следил Энгельс за революционным движением в России, поддерживал связи с его видными деятелями (Феликсом Волховским, Петром Лавровым, Германом Лопатиным, Сергеем Степняк-Кравчинским и другими). Высоко ценя критическую мысль и поиски революционной теории Николая Чернышевского, Николая Добролюбова и их соратников, отмечая их выдержку, твёрдость характера, самоотверженность, Энгельс вместе с тем критиковал их народнические иллюзии. С большой радостью встретил он весть об образовании среди русских социалистов первой марксистской группы «Освобождение труда». Энгельс вёл систематическую переписку с Георгием Плехановым, Верой Засулич, помогал им своими советами и личным участием в их судьбах. Энгельс питал глубокую надежду, что доживёт до краха русского царизма и победы социалистической революции в развитых странах Европы, и считал, что русская революция окажет огромное воздействие на всё развитие мирового революционного процесса.

### Смерть
В 1894 году наступило резкое ухудшение здоровья Фридриха Энгельса, у него был выявлен рак пищевода. 5 августа 1895 года он скончался на 75-м году жизни. Согласно завещанию, его тело было кремировано, а прах развеян с мыса Бичи-Хед (Истборн, Великобритания).

## Роль Энгельса в создании марксизма
… Нельзя понять марксизм и нельзя цельно изложить его, не считаясь со всеми сочинениями Энгельса.
Энгельс, как и Маркс, является одним из основоположников материалистического понимания истории. Энгельс совместно с Марксом предпринял диалектико-материалистическую переработку буржуазной политической экономии. Создав вместе с Марксом диалектический материализм, материалистическое понимание истории и научный коммунизм, Энгельс в ряде своих произведений в строго систематизированной форме изложил марксизм как цельное мировоззрение, показал его составные части и теоретические источники. Этим Энгельс в огромной мере способствовал победе марксизма в международном рабочем движении в 90-е гг. XIX века. Разрабатывая совместно с Марксом учение об общественно-экономических формациях, Энгельс раскрыл ряд специфических закономерностей первобытнообщинного строя, античного и феодального обществ, возникновения в них частной собственности и классов, формирования государства. В последние годы жизни Энгельс уделил значительное внимание вопросу о взаимоотношении экономического базиса, политической и идеологической надстроек. Он подчёркивал необходимость конкретного раскрытия огромного воздействия на жизнь общества политики определённых классов, их борьбы за политическое господство, правовых отношений, идеологии. Велико его участие в разработке марксистского учения о литературе и искусстве. Ряд областей марксистского учения является в значительной мере результатом самостоятельного вклада Энгельса. К их числу относятся: учение о диалектических закономерностях в природе и в естествознании, диалектико-материалистическое учение об армии и военном деле и др.
Маркс и Энгельс настаивали на единстве революционной теории и практики международного рабочего движения. Они совместно разработали программу, стратегию и тактику пролетариата, обосновали необходимость создания революционной партии, осуществления социалистической революции и установления диктатуры пролетариата. Маркс и Энгельс явились пропагандистами пролетарского интернационализма и организаторами первых международных объединений рабочего класса — Союза коммунистов и 1-го Интернационала.
Велики заслуги Энгельса в последние годы жизни. Он развил марксистскую науку, развернул борьбу против оппортунизма и левого сектантства, против догматизма в социалистических партиях. Работая над завершением 3-го тома «Капитала», Энгельс в своих дополнениях к нему подметил некоторые черты, свойственные новому периоду развития капитализма — империализму.
В «Манифесте Коммунистической партии» Маркс и Энгельс рассматривали насильственную антикапиталистическую революцию как завершающую стадию классовой борьбы между пролетариатом и буржуазией. Но после поражения революций 1848-49 годов они преодолели свои иллюзии относительно близости антикапиталистической революции, что позволило им более трезво оценить повседневную борьбу пролетариата за свои права в рамках буржуазного общества. Они стали говорить о возможности мирных социалистических преобразований, учитывая расширение избирательного права в европейских странах во второй половине XIX века. Так, во введении к переизданию работы Маркса «Классовая борьба во Франции с 1848 по 1850 гг.» Энгельс писал, что «рабочие стали оспаривать у буржуазии каждую выборную должность, если при замещении её в голосовании участвовало достаточное количество рабочих голосов. И вышло так, что буржуазия и правительство стали гораздо больше бояться легальной деятельности рабочей партии, чем нелегальной, успехов на выборах, — чем успехов восстания».

## Личная жизнь
Около 1843 года Энгельс познакомился с сёстрами-ирландками Мэри и Лидией (Лиззи) Бёрнс, работавшими на его английской фабрике. Мэри вскоре стала его возлюбленной. Заключить совместный брак они, с одной стороны, не могли, так как обычаи того времени запрещали официальную связь сына фабриканта с фабричной работницей, с другой — и не хотели, чтобы не поддерживать институт буржуазного брака. Несмотря на отсутствие формального брака, Энгельс считал и называл Мэри своей женой. За несколько часов до её смерти в 1863 году Энгельс заключил с ней формальный брак. После смерти Мэри Энгельс жил с её сестрой Лиззи, однако заключил с ней брак по её настоянию также лишь за несколько часов до её смерти в 1878 году. Детей в обоих случаях не было. Существует версия, что Энгельс взял на воспитание возможного внебрачного сына Маркса, рождённого служанкой последнего.

### Личность
Интересы Энгельса включали поэзию, охоту на лис и проведение регулярных воскресных вечеринок для лондонской левой интеллигенции, с которых, по словам одного регулярного гостя, «никто не уходил раньше двух-трёх ночи». Шутя заполняя анкету дочери Маркса, он говорил, что его личный девиз — «относиться к жизни легко».
Энгельс был полиглотом и умел писать и говорить на русском, итальянском, португальском, ирландском, испанском, польском, французском и английском языках. В частности, Энгельс в своей работе «Эмигрантская литература» отозвался о русском языке следующим образом: «Знание русского языка, — языка, который всемерно заслуживает изучения как сам по себе, ибо это один из самых сильных и самых богатых живых языков, так и ради раскрываемой им литературы, — теперь уж не такая редкость, по крайней мере, среди немецких социал-демократов».
Фридрих Энгельс бывал часто в гостях у семьи Карла Маркса и однажды он заполнил анкету в дневнике Женни Маркс, дочери Карла Маркса. Перевод с английского языка:
| Вопрос                                      | Ответ                                     |
| ------------------------------------------- | ----------------------------------------- |
| Ваша любимая добродетель?                   | Весёлый характер.                         |
| Какие качества Вам нравятся в мужчинах?     | То, что они сами заботятся о своих делах. |
| Какие качества Вам нравятся в женщинах?     | То, что они не разбрасывают вещи.         |
| Ваше главное качество?                      | Всё полузнать.                            |
| Как Вы представляете счастье?               | Шато Марго 1848 года разлива.             |
| Как Вы представляете несчастье?             | Это когда нужно идти к зубному врачу.     |
| Порок, который Вы легко прощаете?           | Неумеренность всех видов.                 |
| Порок, который Вы ненавидите?               | Лицемерие.                                |
| К кому Вы испытываете антипатию?            | К жеманным, надменным дамам.              |
| Человек, который Вам нравится меньше всего? | Сперджен.                                 |
| Ваше любимое занятие?                       | Дразниться и быть дразнимым.              |
| Ваш любимый герой?                          | Нет такого.                               |
| Ваша любимая героиня?                       | Их слишком много, чтобы всех перечислить. |
| Ваш любимый поэт?                           | Рейнеке-Лис, Шекспир, Ариосто и т. д.     |
| Ваш любимый писатель?                       | Гёте, Лессинг, доктор Самельсон.          |
| Ваши любимые цветы?                         | Синие колокольчики.                       |
| Ваш любимый цвет?                           | Все цвета, кроме анилиновых красителей.   |
| Ваше любимое холодное блюдо?                | Салат.                                    |
| Ваше любимое горячее блюдо?                 | Ирландское рагу.                          |
| Ваш любимый основной принцип?               | Такового не иметь.                        |
| Ваш любимый девиз?                          | Относиться ко всему легко.                |

## Оценка деятельности
- В своей статье-некрологе «Фридрих Энгельс» В. И. Ленин дал следующую характеристику Энгельсу: «После своего друга Карла Маркса (умершего в 1883 г.) Энгельс был самым замечательным учёным и учителем современного пролетариата во всём цивилизованном мире»[26].
- Американский экономист Джон Гэлбрейт писал следующее: «Энгельс всегда считал себя младшим партнёром, и он им, несомненно, был. Но это не умаляет его роли. Не будь он младшим партнёром, многое из того, чем прославился его старший партнёр, не увидело бы свет»[27].

## Память
«И Маркс, и я, мы всегда были против всяких публичных демонстраций по отношению к отдельным лицам, за исключением только тех случаев, когда это имело какую-либо значительную цель; а больше всего мы были против таких демонстраций, которые при нашей жизни касались бы лично нас».
Энгельс и Маркс были ярыми противниками собственного возвеличения.
- В 1931 году в Энгельс переименован город Покровск Саратовской области.
- В 1945 году одна из берлинских гимназий была переименована в его честь. Это имя она носит и по сей день.
- В честь Энгельса в Германской Демократической Республике 8 мая 1970 года была учреждена Премия Фридриха Энгельса в 3 степенях, для награждения за выдающиеся научные заслуги.
- В 1959 году на базе Высшей офицерской школы ННА ГДР была основана Военная академия им. Фридриха Энгельса.
- Имя Энгельса носил Ленинградский институт советской торговли.
- Эскадренный миноносец «Энгельс» в составе Балтийского флота.

### В названии улиц, площадей

Памятная доска в Ростове-на-Дону

- Согласно классификатору адресов России (КЛАДР) в России имя Энгельса в 2013 году носит 455 улиц, проспектов и площадей[29].
- В родном городе Энгельса Вуппертале одна из улиц названа в его честь (Friedrich-Engels-Allee).

### В нумизматике

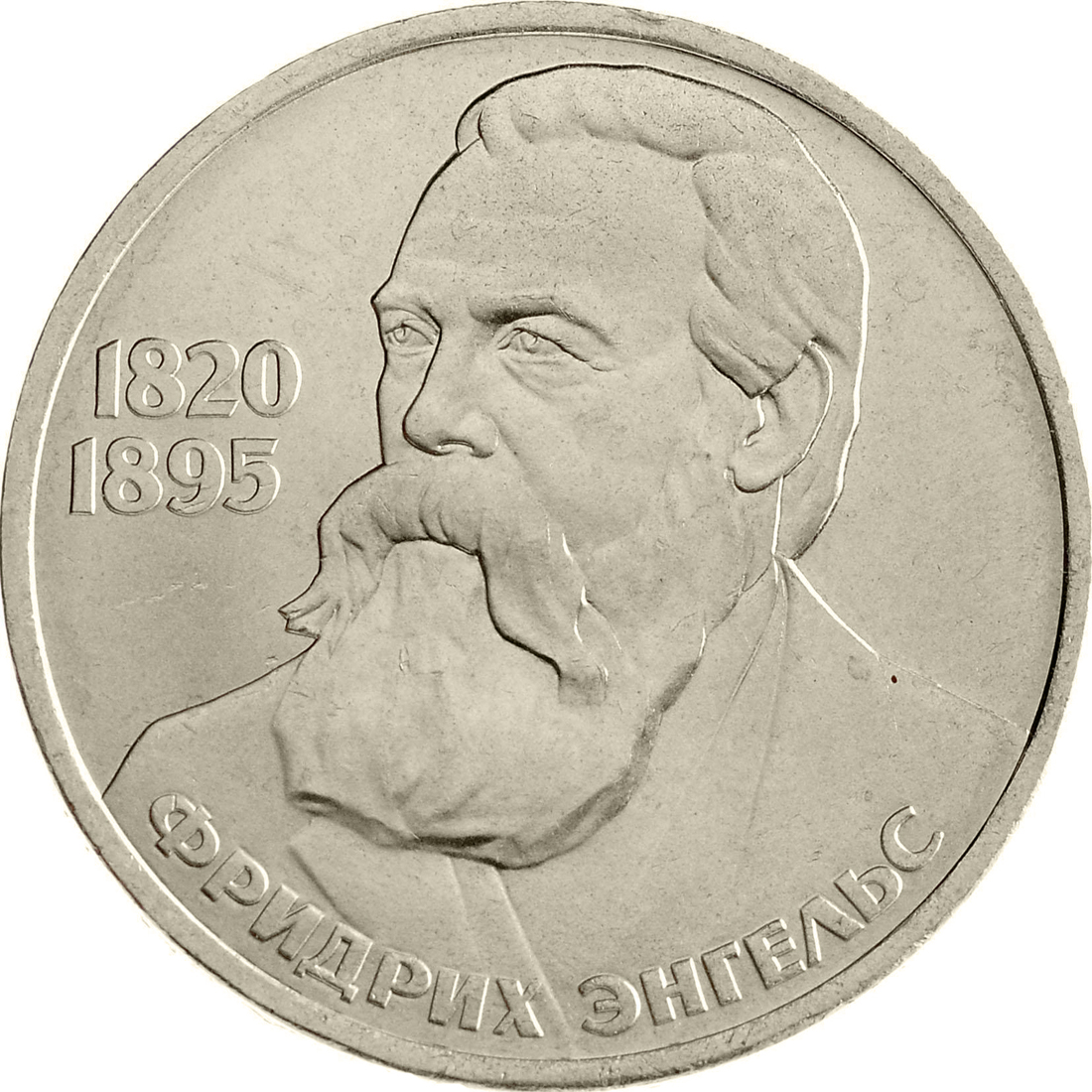
Монета Госбанка СССР номиналом 1 рубль

- Изображение Энгельса было помещено на купюру 50 марок ГДР.
- В 1985 году Государственным банком СССР выпущена юбилейная монета в честь Фридриха Энгельса.

### В филателии
- Впервые Фридрих Энгельс был изображён на почтовой марке Венгерской Советской Республики в 1919 году.

Серия марок 1935 года
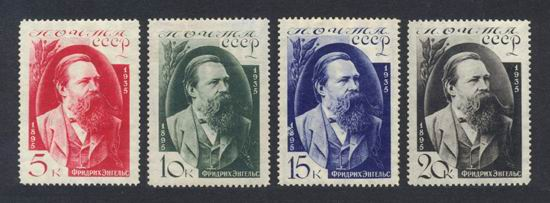
Почтовые марки СССР номиналом 5, 10, 15 и 20 копеек

Марки других годов выпуска
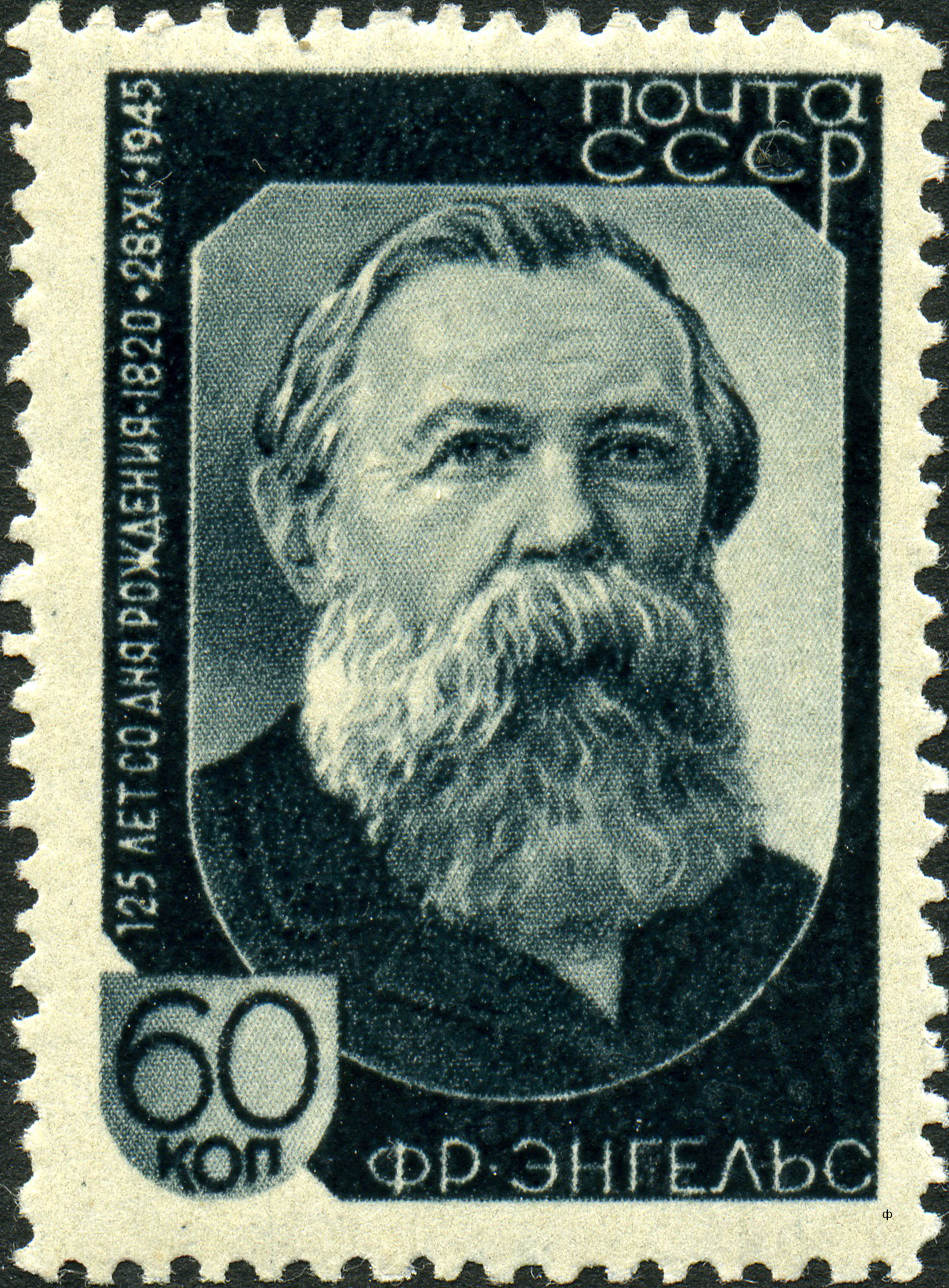
1945 год
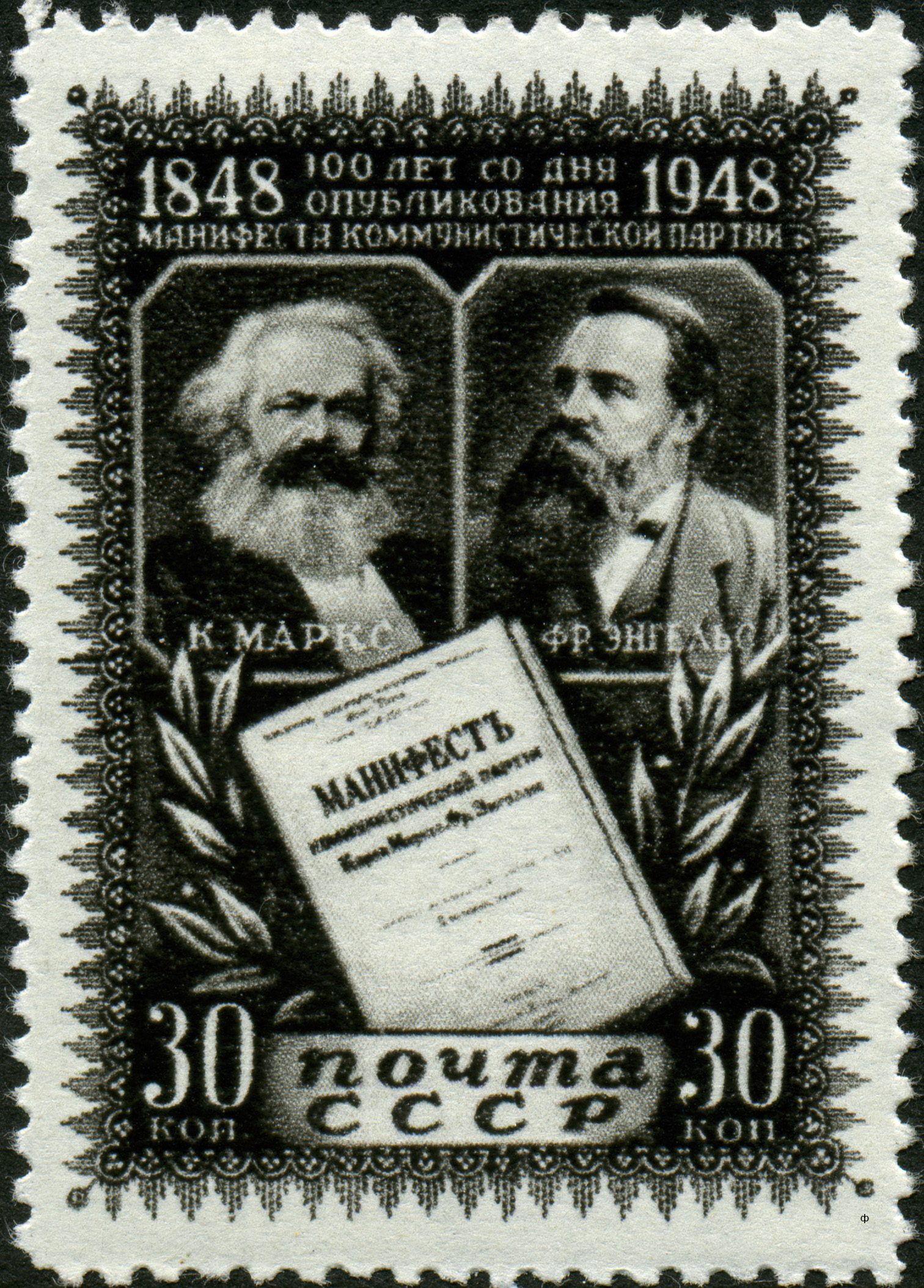
1948 год
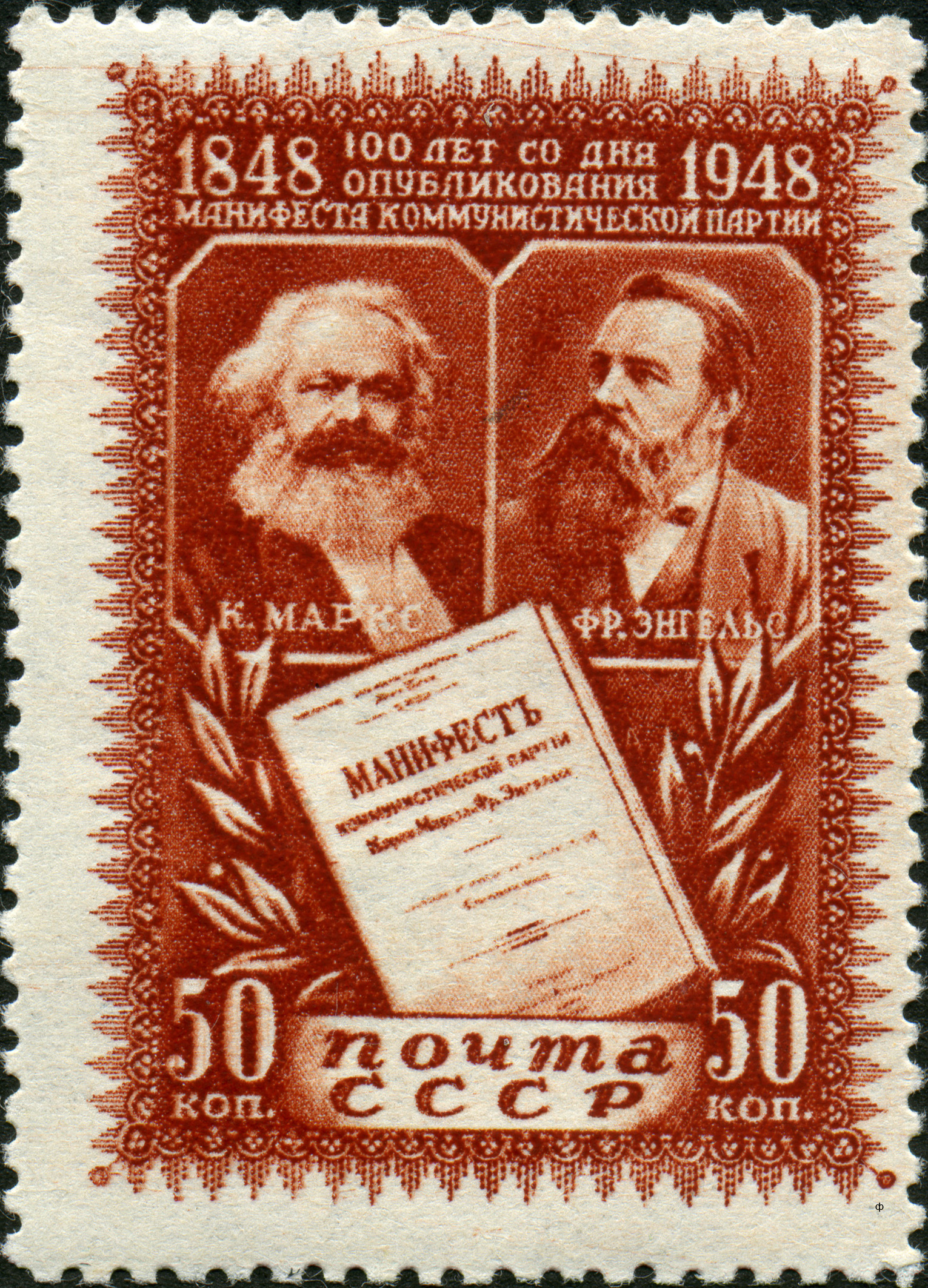
1948 год
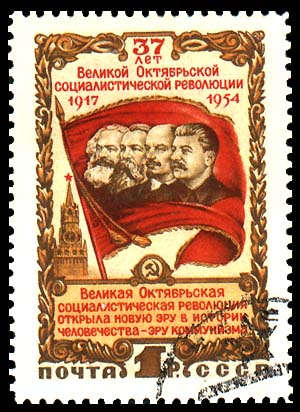
1954 год
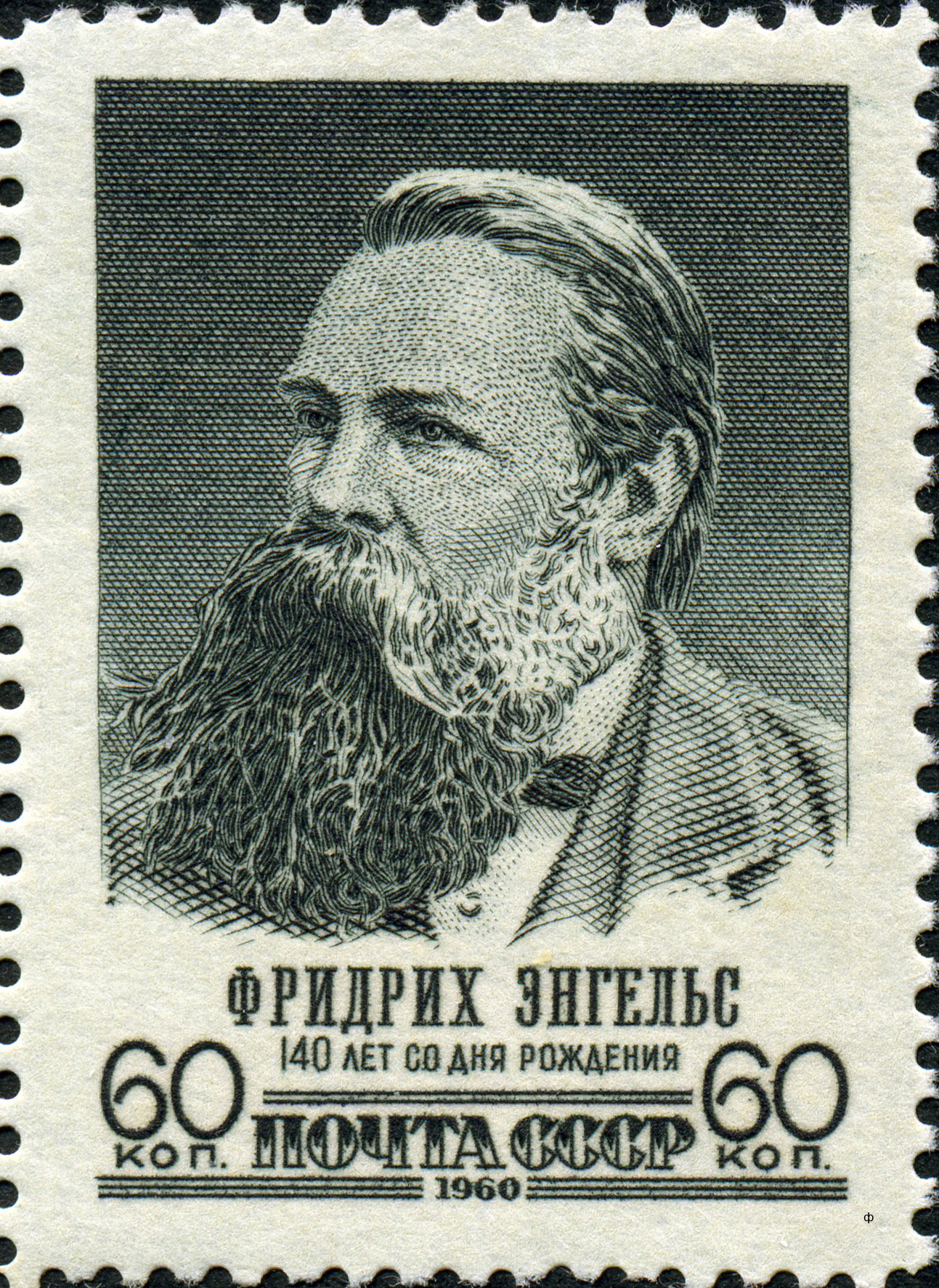
1960 год
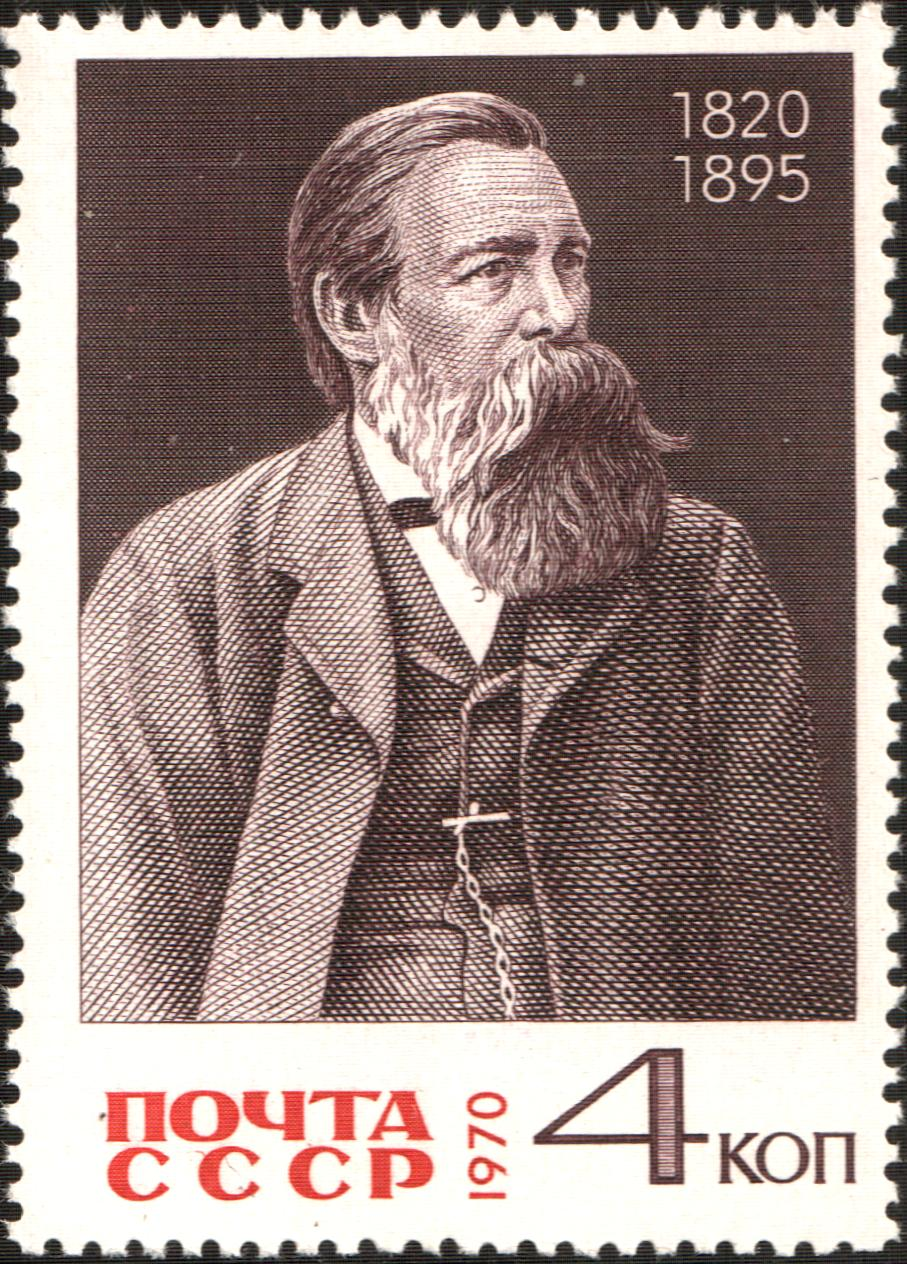
1970 год
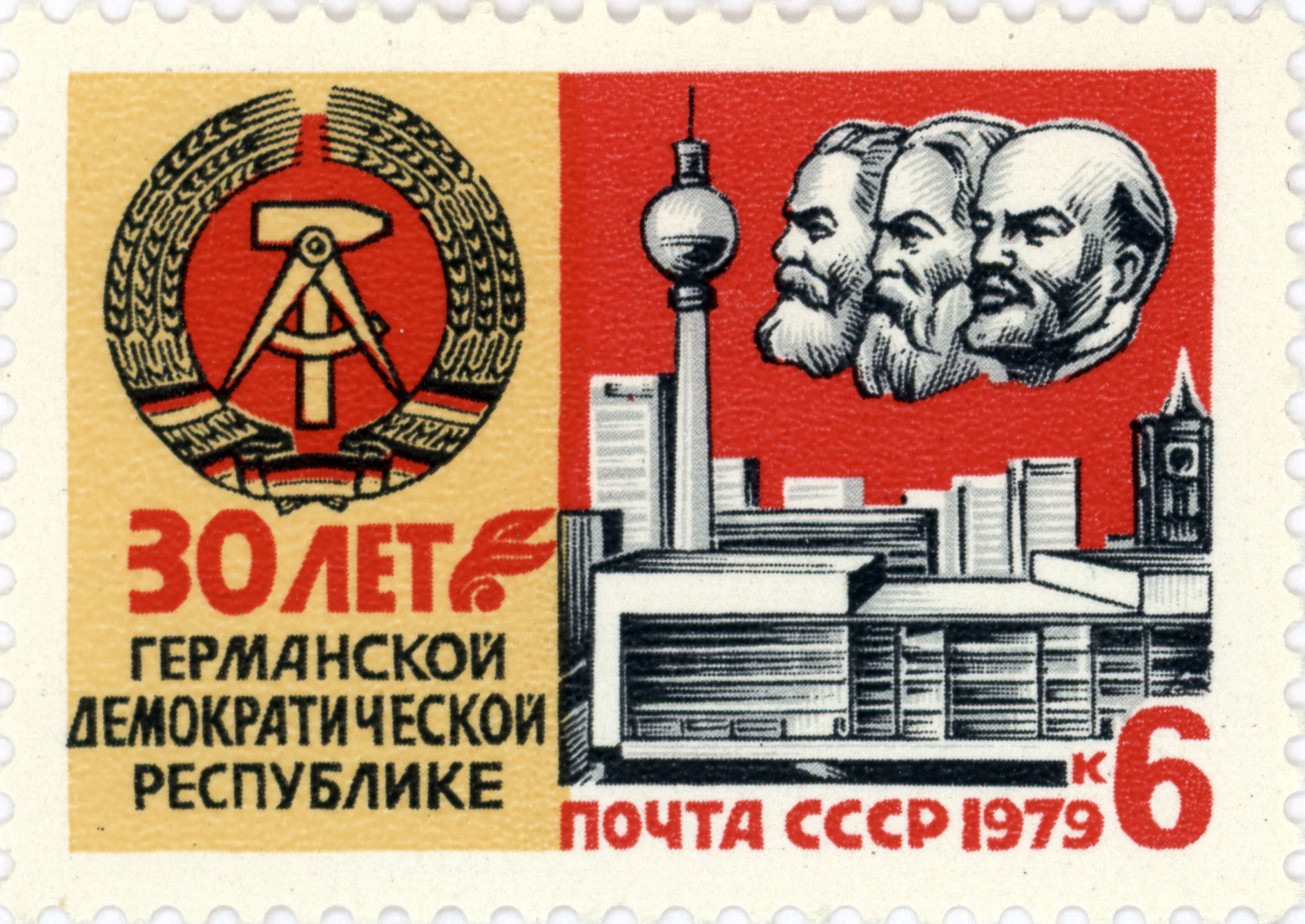
1979 год
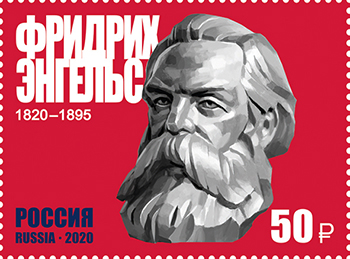
2020 год
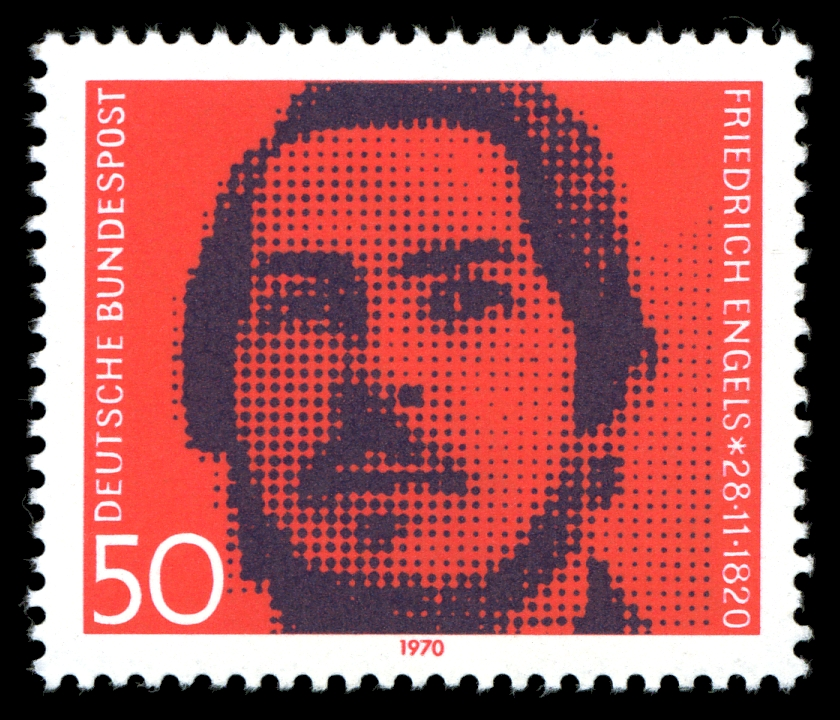
Почтовая марка ФРГ, 1970 год

### В кинематографе
- Год как жизнь (1966) — фильм о жизни Маркса и Энгельса в 1848—1849 годах. В роли Энгельса — Андрей Миронов.
- Юноша Фридрих Энгельс (1970) — мультфильм по материалам рисунков и переписки молодого Энгельса (Союзмультфильм, DEFA-film)[30].
- Молодой Карл Маркс — (2017) полнометражный фильм о знакомстве Энгельса и Маркса и начале их дружбы.